# 裁縫
裁縫（さいほう）は、布地を裁って衣服などに縫いあげること。針仕事、ソーイングとも。工場ではおもに縫製と言う。

## 概要
布地を裁って衣服などに縫いあげること。なお衣服を制作する行為は仕立て（したて）ともいう。
服作りの作業全般を指すための用語であり、実際には材料の選択から始まり、裁断、縫い、さらに着装、保存の技能までを含む。
なお、笹本の論文（1998）には手芸と裁縫は異なる概念だと書いてある。

### 種類
各国にそれぞれの裁縫がある。たとえばモンゴルにはモンゴル伝統のモンゴル服の裁縫があり、韓国には韓国服の裁縫がある。そして西洋式の服装が世界に広まったので、それぞれの国で伝統服の裁縫と洋服の裁縫が行われている。
江戸時代までの日本では、和服を作る裁縫が行われていたが、明治以降の日本では洋服も着用するようになったので、洋裁（洋服を作ること）と和裁（和服を作ること）に分類する。現代で一般的なのは洋裁のほうである。
洋裁・和裁のいずれも、家庭裁縫（英: home sewing）と家庭外の裁縫（主にプロによる裁縫）とがあり、どちらも裁縫である。
なお、広義には、服だけでなく、服よりも簡単なものを作るために布地を裁ち縫うことを指すこともある。たとえば、小学・中学の教科の家庭科や技術・家庭のカリキュラムで「裁縫」として生徒に行わせるのは、たとえばぞうきん作りや簡単な布製のカバン作りなどである。ただし、布を裁つ作業や、縫う作業がしっかり含まれる。
広義の裁縫
裁縫をもっと広く解釈していて、「糸や布を用いた手仕事」だという。
この広義の意味で使うとすると、「手芸」という用語とどれだけ意味が重なるか、どのように「裁縫」と「手芸」という用語を使い分ければよいかが問題なるが、飯塚信雄は「裁縫」と「手芸」の違いについて、裁縫（針仕事）は純粋に機能性を求めるのに対し、手芸は機能性とともに装飾性を求める点で異なるとしているが、一方で手芸の場合は必ずしも針仕事に限られないという違いもある。なお、日本語の「手芸」と「裁縫」の関係については、1895年（明治28年）高等女学校規程で裁縫が実生活の観点から必須科目、手芸が「勤勉ヲ好ムノ習慣ヲ養フ」観点から随意科目に編入され、目的の異なる科目として成立した経緯がある。

## 歴史
多くの文化で、石器時代には縫物をしていた形跡が見られた。骨やシカの角、木材から針が作られ、動物の腱・消化器カットグット・植物のツタなどが紐として縫物が行われていた。
機械化以前は衣服は貴重品であり、針仕事は衣服を長持ちさせる重要な仕事であった。長い間、女性の仕事であり、日本でもヨーロッパでも針箱・裁縫道具が嫁入り道具であった。
江戸時代では裁縫をする人は針妙（しんみょう）や針子（はりこ）、お針子とも呼ばれた。
現代のアパレル工場では、ライン方式で分業制で作業内容ごとに細かく分けて分担し、大量生産している。縫う作業を担当する人のことは「ソーイングスタッフ」や縫製技術者という。
アパレル工場では自動化が進行しており、自動検反システム、自動裁断システム、自動袖付けミシン、自動ボタン付けミシン、自動縫製システムなどが使われるようになって、裁縫は労働集約的では無くなってきている。

## 手縫いと縫製
手と針で縫うことを手縫いといい、ミシンで縫うことを縫製という。

### 手縫い
裁縫（針仕事）には、糸、布、針などを用いる。
基本的な縫製手法を基礎縫いという。
- 縫い方
  - 本縫い（ぐし縫い） - 布を縫い合わせるときなどに用いる一般的な方法[10]
  - 本返し縫い
  - 半返し縫い - 一針進んだ半分の長さを返りながら縫い進む方法[10]
  - かがり縫い
  - まつり縫い
- 糸の処理
  - 玉結び - 親指と人差し指で糸端を持って、人差し指で輪を作りながら指先から外して糸玉を作る方法[10]
  - 玉どめ - 縫い終わりの縫い目に縫い針を直角に当てて糸を巻き付けて引き抜き糸玉を作ってとめる方法[10]

### 縫製
ミシンで縫うこと。

### 他
- 刺繡
- キルト
- パッチワーク（英語版）

## 教育や学習
いわゆる裁縫学校やファッション専門学校で教育が行われている。文化服装学院、織田ファッション専門学校、東京モード学園、大阪モード学園、今泉服飾専門学校などである。
高校の被服科や服飾デザイン科で服作りを教えている。大学では、被服学あるいは被服構成学の一部として裁縫が教授される場合がある。
その他、カルチャーセンターや公民館に洋裁や和裁のコースがある。NHKの番組『すてきにハンドメイド』のソーイングの回でも洋裁が教えられている。

## 裁縫の技能資格
裁縫に関連する技能資格を下に挙げる。
- 布はく縫製技能士
- 紳士服製造技能士
- 婦人子供服製造技能士
- 和裁技能士
- 帆布製品製造技能士

## 道具
縫い針、まち針、ピンクッション、手縫い糸、糸はさみ、裁ちばさみ、チャコペン、巻き尺。裁縫道具を収める箱は裁縫箱という。
ミシン、ミシン糸、ボビン。